# Приклад Бернштейна
Приклад Бернштейна показує що попарна незалежність подій ще не означає їх незалежність в сукупності. 
Підкидається правильний тетраедр, три грані якого пофарбовано відповідно в червоний, синій і зелений кольори, а в розфарбуванні четвертої грані є всі три кольори. Події R (червоний), G (зелений), B(синій) означають, що в розфарбуванні грані, яка стикається з поверхнею, є відповідні кольори. Перевірити, що події R,G,B попарно незалежні, але не незалежні в сукупності.

## Розв'язання
Оскільки тетраедр правильний, то беремо класичну модель, за якої ймовірності випадання кожної грані є рівними й дорівнюють {\textstyle {\frac {1}{4}}}.
Кожен колір наявний на двох гранях з чотирьох, тому {\displaystyle P(R)=P(G)=P(B)={\frac {2}{4}}={\frac {1}{2}}}.
Два і більше кольорів наявні в розфарбуванні лише однієї грані з чотирьох, тому 
{\displaystyle P(R\cap G)=P(G\cap B)=P(B\cap R)={\frac {1}{4}}}.
Звідси, 
{\displaystyle P(R\cap G)=P(R)P(G),\,P(G\cap B)=P(G)P(B),\,P(B\cap R)=P(B)P(R)}.
Тому, події R,G,B – попарно незалежні за означенням. Але
{\displaystyle P(R\cap G\cap B)={\frac {1}{4}}\not ={\frac {1}{2}}\cdot {\frac {1}{2}}\cdot {\frac {1}{2}}=P(R)P(G)P(B)}
що означає, що вони не є незалежними в сукупності.